# Liste der Ehrenmitglieder der Wiener Staatsoper
Die Liste der Ehrenmitglieder der Wiener Staatsoper enthält sämtliche Ehrenmitglieder der 1869 als Hofoper eröffneten Wiener Staatsoper, inklusive des Jahres der Verleihung der Ehrenmitgliedschaft.

## Die Auszeichnung
Die Ehrenmitgliedschaft wird von der Staatsoper auf Vorschlag des Direktors mit Zustimmung des Betriebsrates und der Holding vergeben. Ehrenmitglieder können Künstler werden, die der Oper lange Jahre verbunden waren sowie Personen, die sich um das Haus verdient gemacht haben.
Seit 2004 sind die Ehrenmitglieder auch Ringträger, bis 2004 wurde die Ehrenmitgliedschaft nur mit einer Urkunde verliehen. Der Ring trägt den Namen des Ausgezeichneten. Die Oberseite des Ringes zeigt eine Gravur der Außenansicht der Staatsoper, die Ringinnenseite trägt eine Darstellung des Zuschauerraumes.
Einige Ehrenmitglieder erhielten den Ring nachträglich: Ioan Holender erhielt 1995 die Ehrenmitgliedschaft, 2004 wurde ihm zusätzlich der Ring verliehen. Plácido Domingo und Jose Carreras wurden 1988 Ehrenmitglieder und 2012 bzw. 2013 zusätzlich Ringträger. Neil Shicoff erhielt 2003 die Ehrenmitgliedschaft und 2004 wurde ihm zusätzlich der Ring verliehen.
Johan Botha wurde die Ehrenmitgliedschaft 2016 zuerkannt, die offizielle Feier wurde krankheitsbedingt verschoben, Botha verstarb vor der geplanten offiziellen Verleihung der Urkunde.

## Ehrenmitglieder
- 1881: Johann Nepomuk Beck, Gustav Walter
- 1882: Josef von Mesterházy, Peter Soutschek (beide Chor)
- 1883: Louis von Bignio, Marie Wilt, Sängerin[5]
- 1884: Bertha von Dillner
- 1886: Mathilde Wessely (Chor)
- 1895: Louis Frappart (auch Louis Ruault-Frappart bzw. Louis Ruault, 1832–1921), Tänzer[6][7][8]; Karl Mayerhofer (auch Carl Mayerhofer)
- 1897: Georg Müller (1840–1909), Tenor[9]
- 1903: Hermann Winkelmann
- 1907: Thomas Koschat
- 1910: Fritz Schrödter, August Stoll (1853–1918), Sänger, Regisseur und Komponist[10]
- 1915: Joseph Haßreiter
- 1920: Laura Hilgermann
- 1923: Maria Jeritza, Erik Schmedes
- 1925: Marie Gutheil-Schoder
- 1926: Richard Mayr, Alfred Piccaver, Leo Slezak
- 1927: Lucie Weidt (1876–1940), Sopranistin[11]
- 1928: Anna Bahr-Mildenburg, Lotte Lehmann
- 1929: Selma Kurz
- 1931: Arnold Rosé
- 1932: Helene Wildbrunn
- 1934: Felix Weingartner
- 1935: Gusti Pichler (auch Gusti Short-Pichler, 1893–1978), Tänzerin[12]
- 1937: Emil Schipper, Elisabeth Schumann
- 1941: Georg Maikl
- 1945: Bruno Walter
- 1949: Hans Pfitzner, Richard Strauss
- 1955: Hans Duhan, Anny Konetzni, Hilde Konetzni, Mária Németh[13]
- 1959: Maria Reining
- 1960: Alfred Jerger
- 1961: Rosette Anday
- 1962: Max Lorenz, Ljuba Welitsch
- 1963: Franz Salmhofer
- 1966: Ludwig Weber, Karl Madin
- 1967: Christel Goltz, Paul Schöffler
- 1968: Karl Böhm, Josef Krips, Birgit Nilsson
- 1969: Anton Dermota, Elisabeth Höngen, Erich Kunz, Irmgard Seefried, Ernst August Schneider (1902–1976), Direktor der Wiener Staatsoper[14]
- 1970: Marie Gerhart, Hans Hotter, Heinrich Reif-Gintl, Josef Witt
- 1971: Sena Jurinac, Wilhelm Loibner (1909–1971, Korrepetitor und Kapellmeister, posthum)[15][16]
- 1972: Hilde Güden
- 1973: Karl Friedrich
- 1974: Leonie Rysanek
- 1975: Herbert Alsen, Karl Dönch, Willy Fränzl, Esther Réthy, Julia Drapal (1917–1988), Tänzerin[17]
- 1976: Rudolf Gamsjäger
- 1977: Hans Braun, Hilde Zadek
- 1979: Leonard Bernstein, Herbert von Karajan, Gerda Scheyrer
- 1980: Edeltraud Brexner, Otto Schenk, Giuseppe Taddei
- 1981: Hans Beirer, Walter Berry, Gundula Janowitz, Christa Ludwig, Egon Seefehlner, Marcel Prawy, Eberhard Waechter, Otto Wiener
- 1982: Oskar Czerwenka, Otto Edelmann, Peter Klein, Waldemar Kmentt, Wilma Lipp, Emmy Loose, Friederike Mehskolitsch
- 1983: Elisabeth Schwarzkopf
- 1984: Karl Terkal
- 1987: Lisa Della Casa, Robert Jungbluth, Lotte Rysanek
- 1988: Agnes Baltsa, Jose Carreras, Plácido Domingo, Edita Gruberová, Rudolf Nurejew
- 1989: Nicolai Ghiaurov, Gwyneth Jones, Lucia Popp
- 1991: Piero Cappuccilli, Ileana Cotrubas, Claus Helmut Drese, Heinrich Hollreiser, James King, Alfredo Kraus, Éva Marton
- 1992: Berislav Klobucar, Willy Dirtl
- 1993: Gerhart Hetzel (1940–1992, posthum), Erster Konzertmeister der Wiener Staatsoper und der Wiener Philharmoniker[18]
- 1994: Horst Stein, Heinz Zednik
- 1995: Ioan Holender
- 1996: Renato Bruson
- 1997: Mara Zampieri, Zubin Mehta
- 1998: Bernd Weikl
- 1999: Ernst Märzendorfer, Kurt Rydl
- 2001: Rainer Küchl, Werner Resel
- 2002: Riccardo Muti, Robert Stangl
- 2003: Neil Shicoff

## Ringträger (zusätzlich zur Ehrenmitgliedschaft)

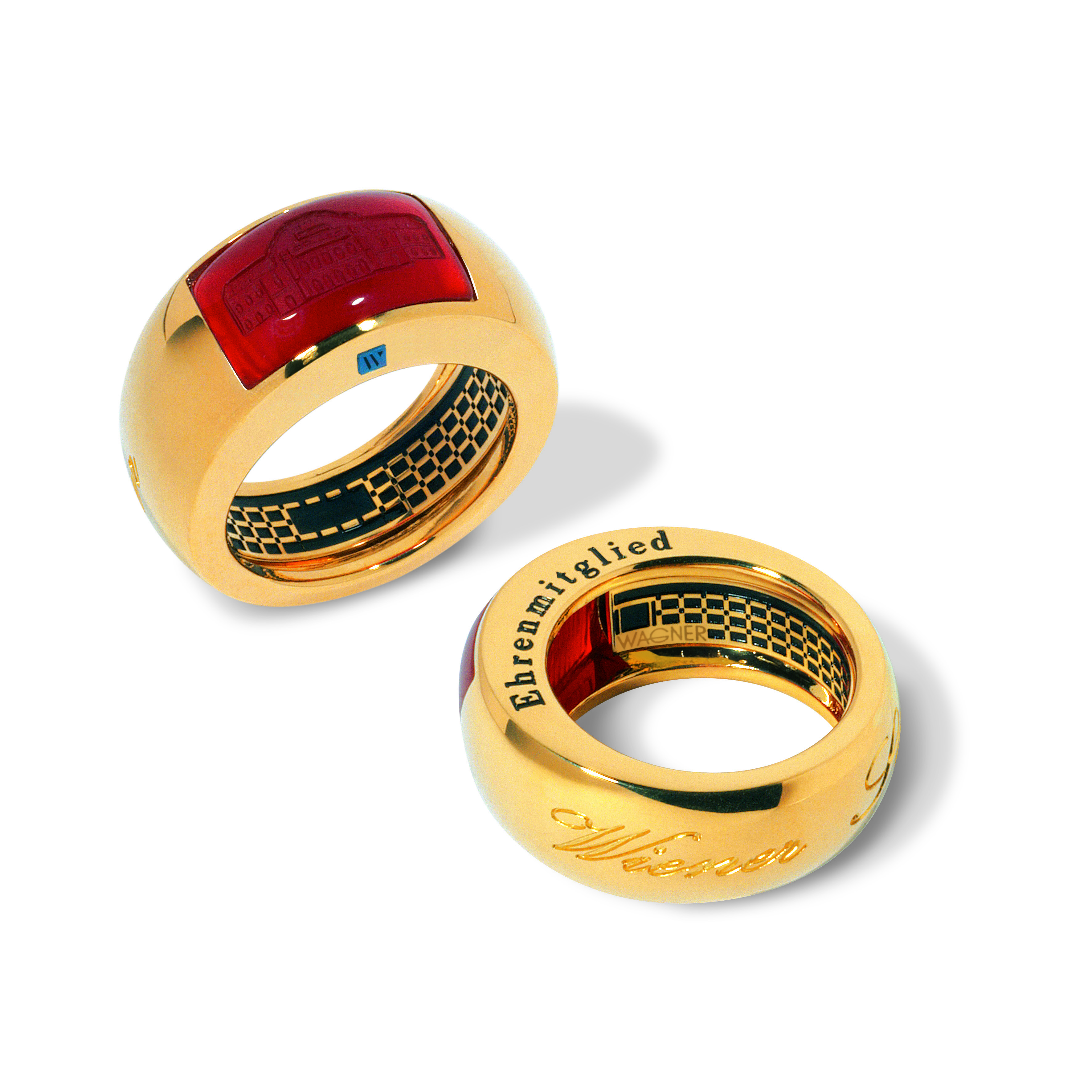
Ehrenring der Wiener Staatsoper

- 2004: Neil Shicoff, Leo Nucci, Peter Schneider, Ioan Holender
- 2006: Thomas Moser, Norbert Balatsch
- 2007: Seiji Ozawa, Ferruccio Furlanetto
- 2008: Georg Springer
- 2010: Marco Arturo Marelli, Franz Grundheber
- 2012: Plácido Domingo, Wiener Staatsopernorchester, Franz Bartolomey[19]
- 2013: José Carreras, Lorin Maazel
- 2014: Alfred Šramek
- 2016: Johan Botha[2][3][4]
- 2017: Ádám Fischer,[20] Waltraud Meier[21]
- 2018: Manuel Legris[22]
- 2019: Marco Armiliato
- 2020: Dominique Meyer und Thomas Platzer[23][24]
- 2022: Simone Young[25]
- 2023: Nina Stemme,[26] Christian Thielemann[27]
- 2024: Bertrand de Billy[28]